# Комбаров Дмитро Володимирович
Дмитро́ Володи́мирович Комба́ров (нар. 22 січня 1987, Москва) — російський футболіст, правий півзахисник московського «Спартака». Виступав за молодіжну збірну Росії. Брат-близнюк Кирила Комбарова.

## Кар'єра
Дмитро Комбаров почав займатися футболом з 4-х років. З 1993 року займався у футбольній школі московського «Спартака», куди пішов завдяки тому, що тренер Микола Паршин добре знав батька Дмитра  і тому, що Володимир Комбаров був уболівальником «Спартака» . Паршин став першим тренером Комбарова. Одночасно з футболом Комбаров з 9 до 11 років займався кікбоксингом  . У віці 14 років Дмитро, разом з братом, залишили «Спартак» через конфлікт з тренером , що вважали Комбарова безперспективними . Через це відходу «Спартак» став для обох братів найпринциповішим суперником .
Після відходу зі «Спартака», Комбарови перейшли у футбольну школу московського «Динамо», де тренувалися у Юрія Ментюкова. З 2004 року вони стали грати за дубль «біло-блакитних» . 13 липня 2005 Комбаров дебютував в основному складі клубу в матчі Кубка Росії з брянським «Динамо» .
У серпні 2010 року почалися переговори з приводу переходу обох братів Комбарових у московський «Спартак» ; брат Дмитра, Кирило, відмовився коментувати чутки про трансфер . 15 серпня Комбарови стали гравцями «Спартака»  ; сума за трансфер обох футболістів склала 10 млн доларів . Причиною переходу були названі бажання розвиватися, участь «Спартака» в Лізі чемпіонів  і те, що брати починали футбольні виступу в школі «червоно-білих» . Президент «Динамо», Юрій Ісаєв, сказав, що Комбарови були готові залишитися у складі «біло-блакитних» тільки у разі істотного збільшення заробітної плати, на що клуб не пішов .
21 серпня Комбаров дебютував у складі «Спартака» у матчі з «Том'юю», який завершився перемогою «червоно-білих» 4:2 . Головний тренер «Спартака», Валерій Карпін, оцінив дебют Комбарова, як «чудовий» . 15 вересня Комбаров дебютував у Лізі чемпіонів проти «Марселя», в цій грі після його прострілу був забитий єдиний гол у матчі . 27 жовтня у матчі з «Зенітом» забив свій перший гол з пенальті за «Спартак», цей гол став переможним, матч закінчився з рахунком 1:0 . 17 лютого 2011 в першому матчі 1/16 Ліги Європи красивим ударом вразив ворота швейцарського «Базеля», забивши тим самим свій перший гол в єврокубках.

## Титули і досягнення
- Чемпіон Росії (1):

«Спартак» (Москва): 2016-17
- Володар Суперкубка Росії (1):

«Спартак» (Москва): 2017